# M/S Kung Ring
M/S Kung Ring är ett svenskt passagerarfartyg, som trafikerar Saltsjön i Stockholm för Rederiaktiebolaget Ballerina.
M/S Kung Ring byggdes 1902 på W. Lindbergs Varvs- och Verkstads AB. Båten har haft namnen S/S Saltsjön och Möja Expressen. 
Båten trafikerades ursprungligen av Stockholms Ångslups AB mellan Räntmästartrappan och Wikdalen. Båten trafikerade därefter ruttern Stockholm–Möja och Furusund–Söderöra. År 1970 köptes båten av Waxholms Ångfartygs AB. År 1978 köptes den av Allt i Sjötjänst AB. År 2013 köptes båten av Rederiaktiebolaget Ballerina, som gjorde en renovering och började trafikera pendelbåtslinjen Sjövägen för SL med båten i januari 2014.

## Bildgalleri

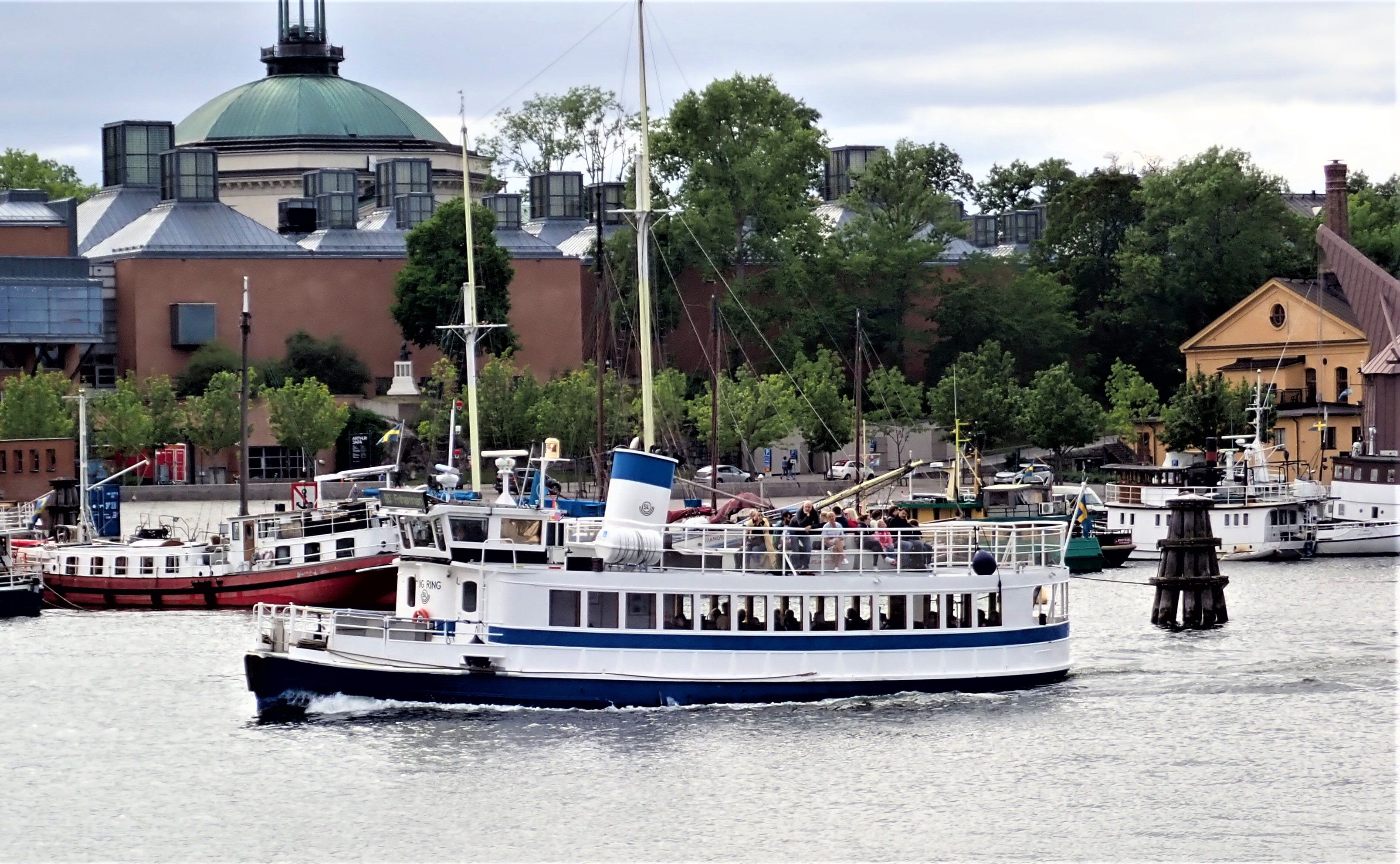
Kung Ring passerar Skeppsholmen i Stockholm, 2019
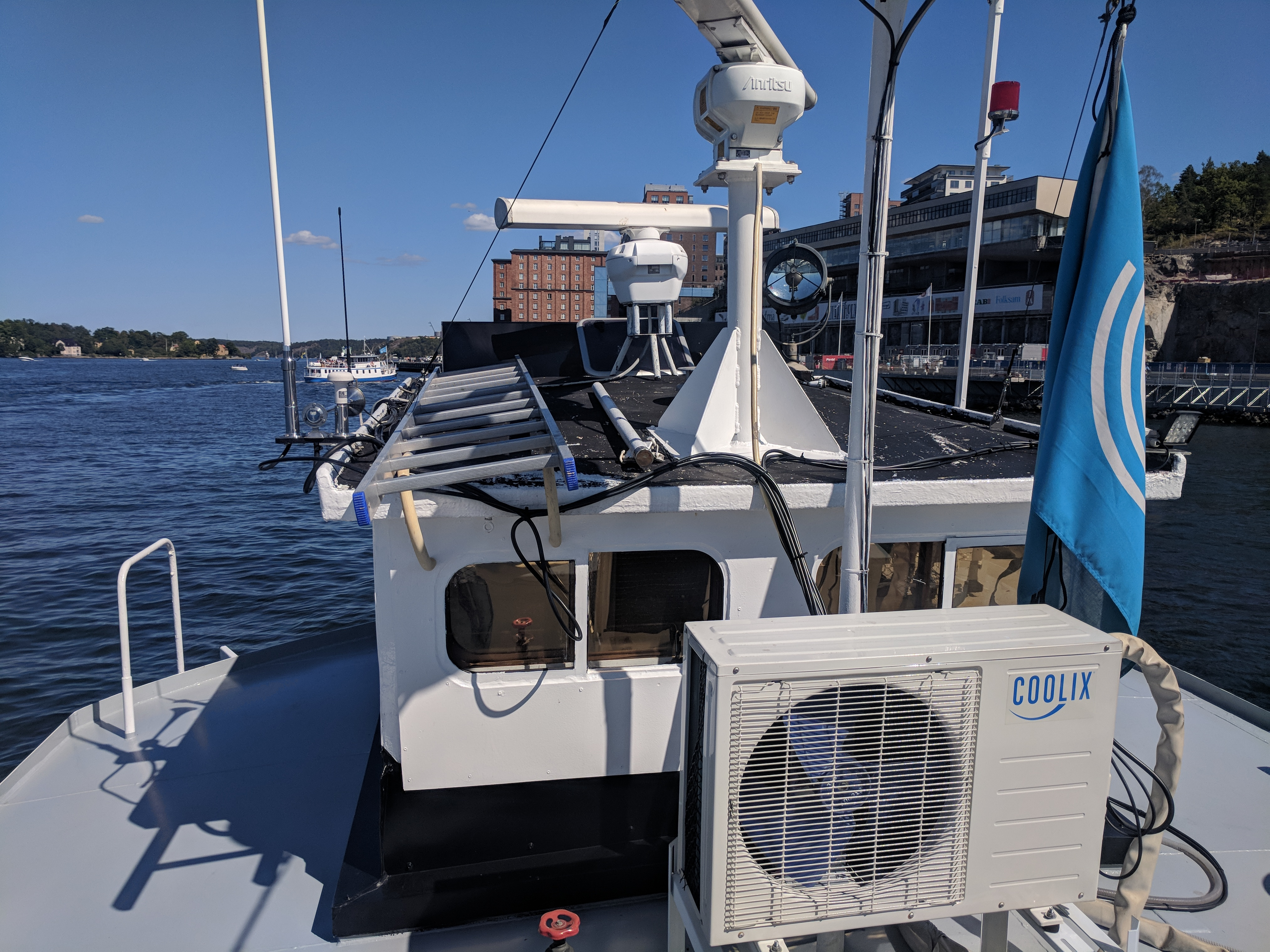
Förarhytten
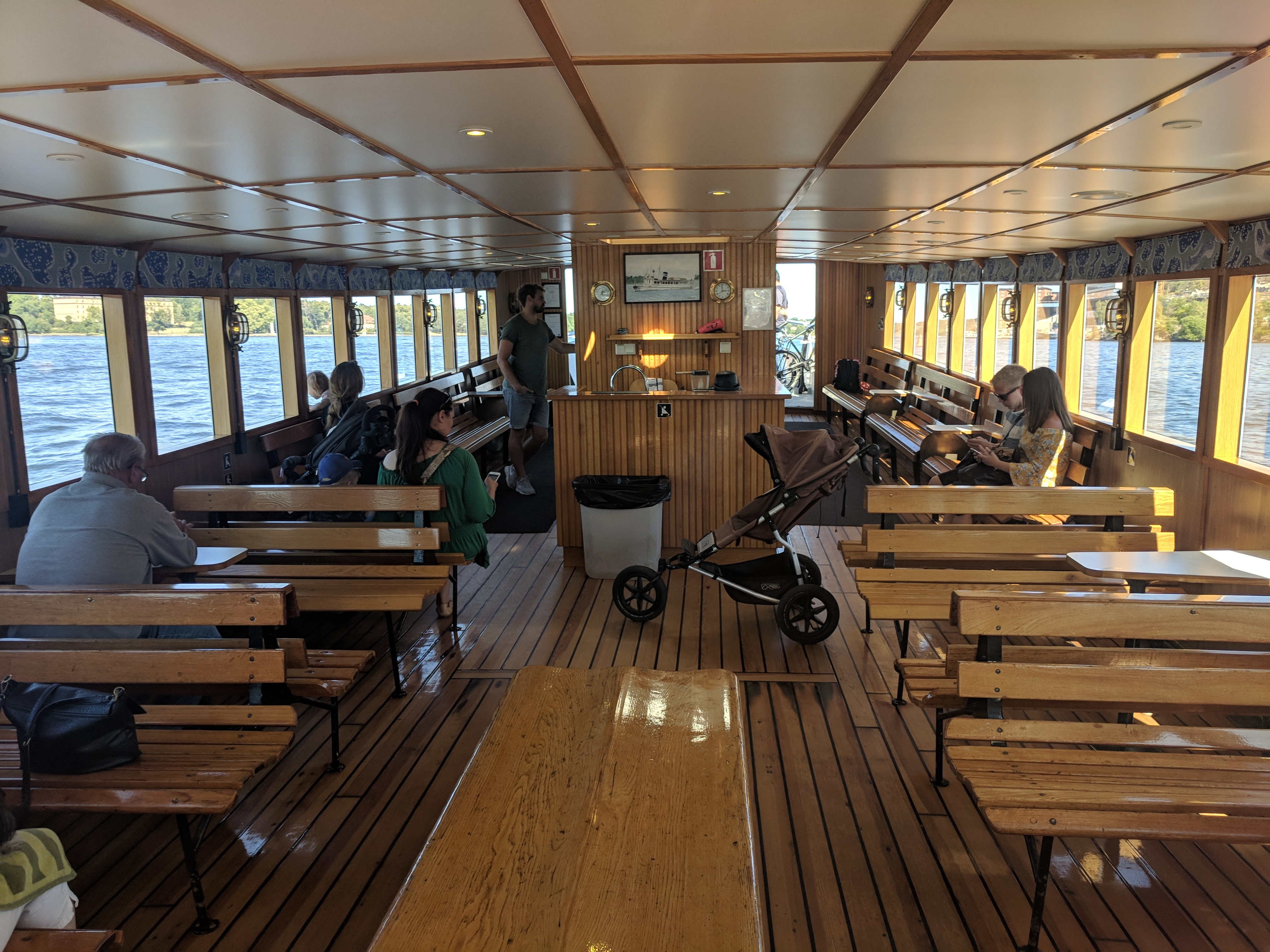
Inredäck
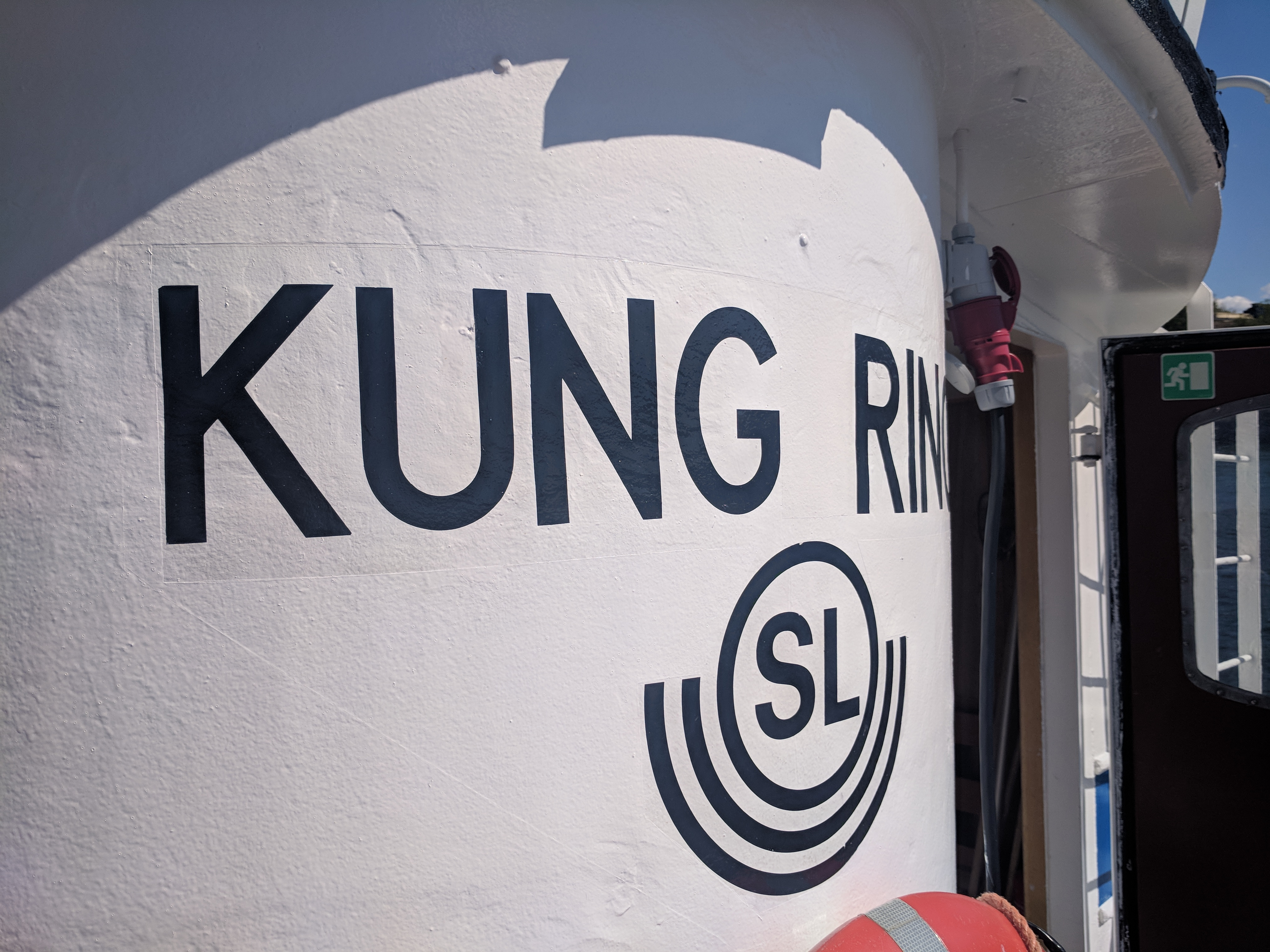
Namnskylt
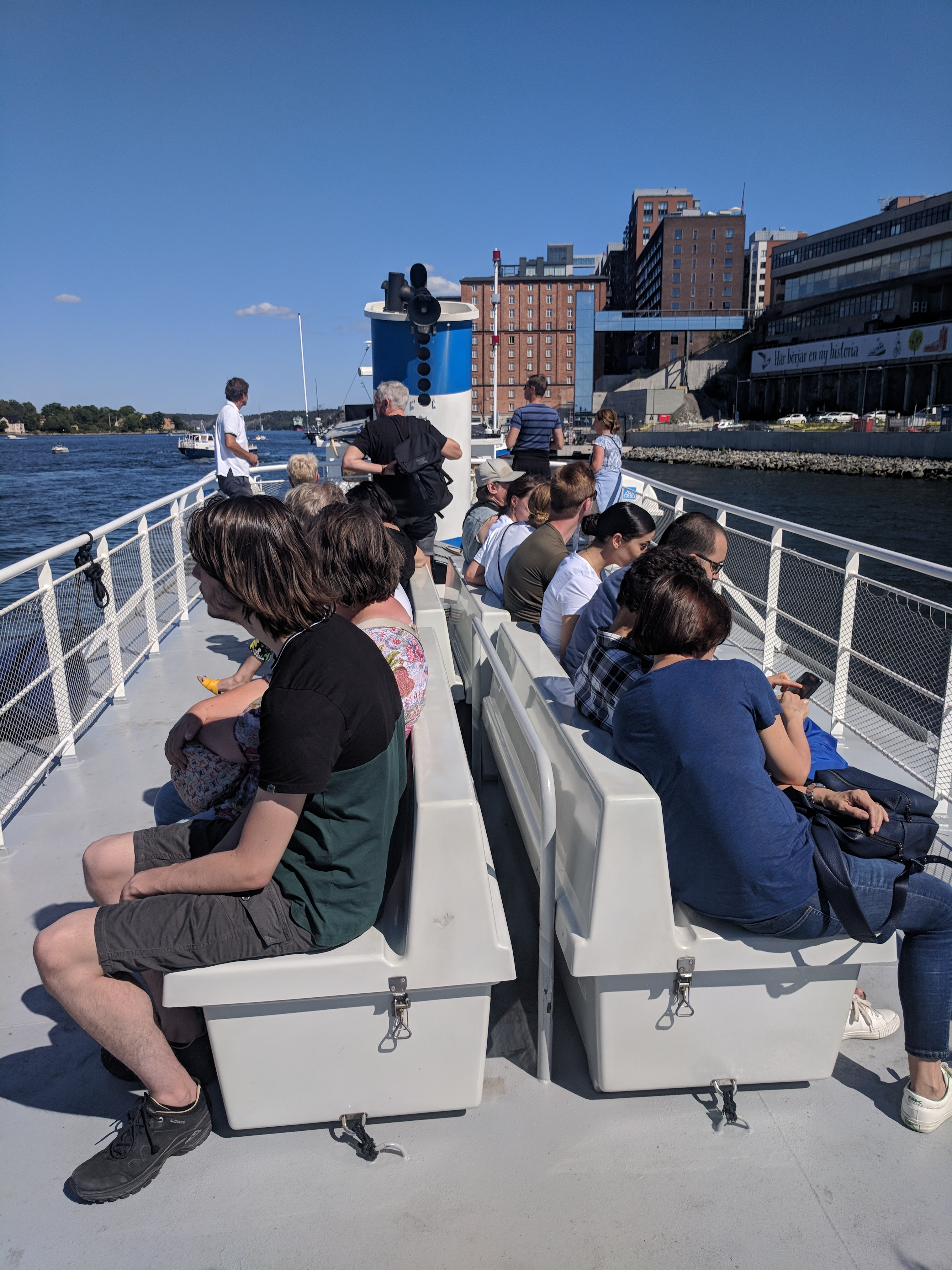
Yttre däck
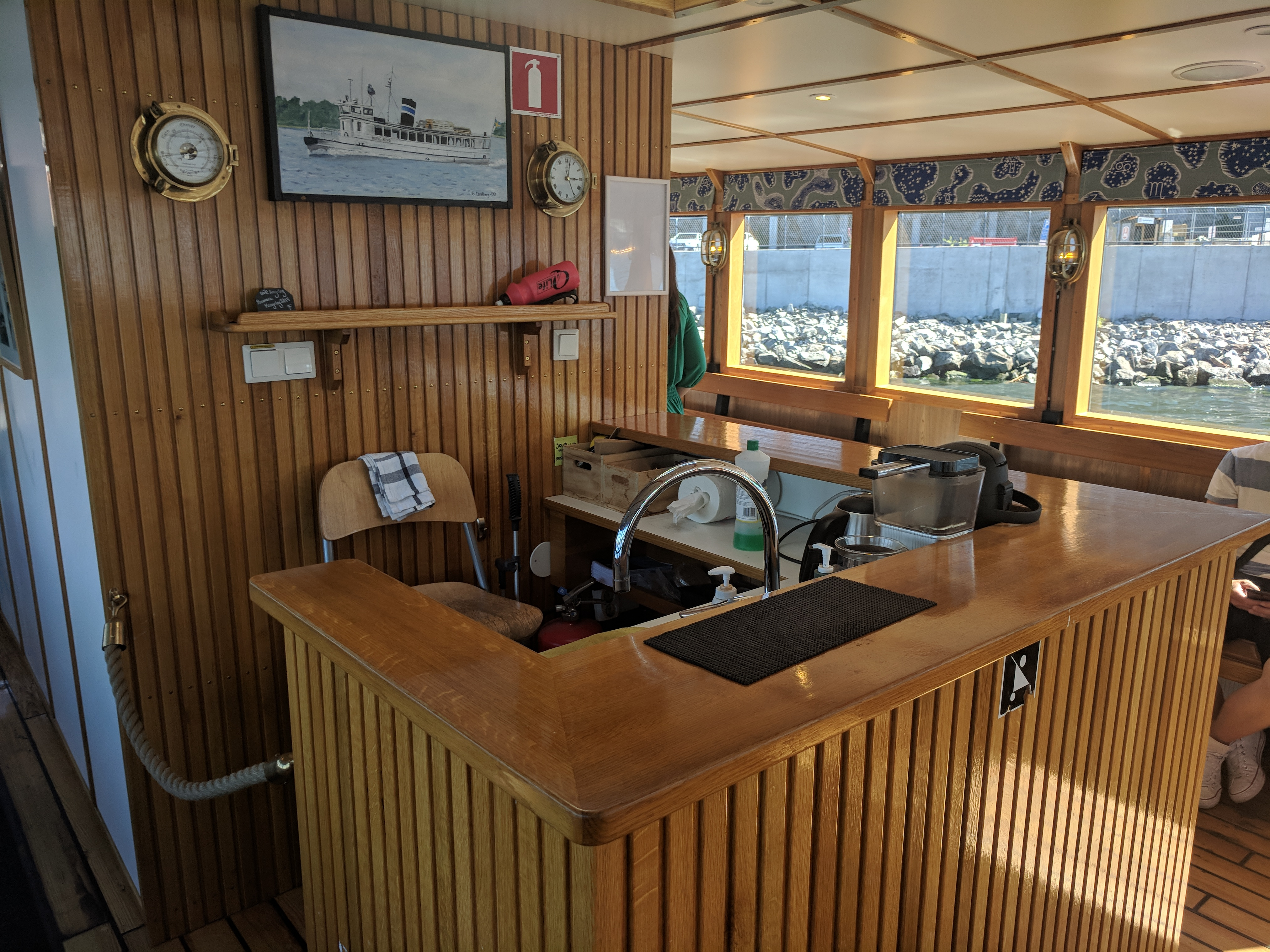
Informationdisk